# Interstate 24
Az Interstate 24 (24-es országos autópálya) az USA béli Missouri államból indul és Tennesseeig tart.
Ez az autópálya Középnyugat- és Délkelet-USA-t köti össze, fontos és nagyforgalmú összekötőként St. Louis és Atlanta között.

## Nyomvonala
| állam   | mérföld | kilométer |
| ------- | ------- | --------- |
| IL      | 38,73   | 62,33     |
| KY      | 93,37   | 150,26    |
| TN      | 180,16  | 289,94    |
| GA      | 4,10    | 6,60      |
| Teljes: | 316,36  | 509,13    |

### Államok
- Illinois
- Kentucky
- Tennessee
- Georgia

### Fontosabb kereszteződések
- Interstate 57 - Goreville, Illinois[3]
- Interstate 65 - Nashville, Tennessee
- Interstate 40 - Nashville, Tennessee
- Interstate 59 - Wildwood, Georgia
- Interstate 75 - Chattanooga, Tennessee